# Gampola
Gampola o Gambola (singalès:ගම්පොල, tàmil:கம்பளை) és una ciutat localitzada al districte de Kandy, Província Central, Sri Lanka, governada per un Consell Urbà. Gampola va ser la capital de l'illa des del regnat de Buwanekabahu IV (abans de la meitat del segle XIV) i fins vers el 1412 quan va agafar el poder un príncep resident a Kotte, una ciutat separada construïda en aquests anys per una família de nobles anomenats els Alagakkonara. A la ciutat hi ha el Buda tombat més gran de Ceilan i de tota Àsia del sud, en el temple de Saliyalapura.

## Atraccions

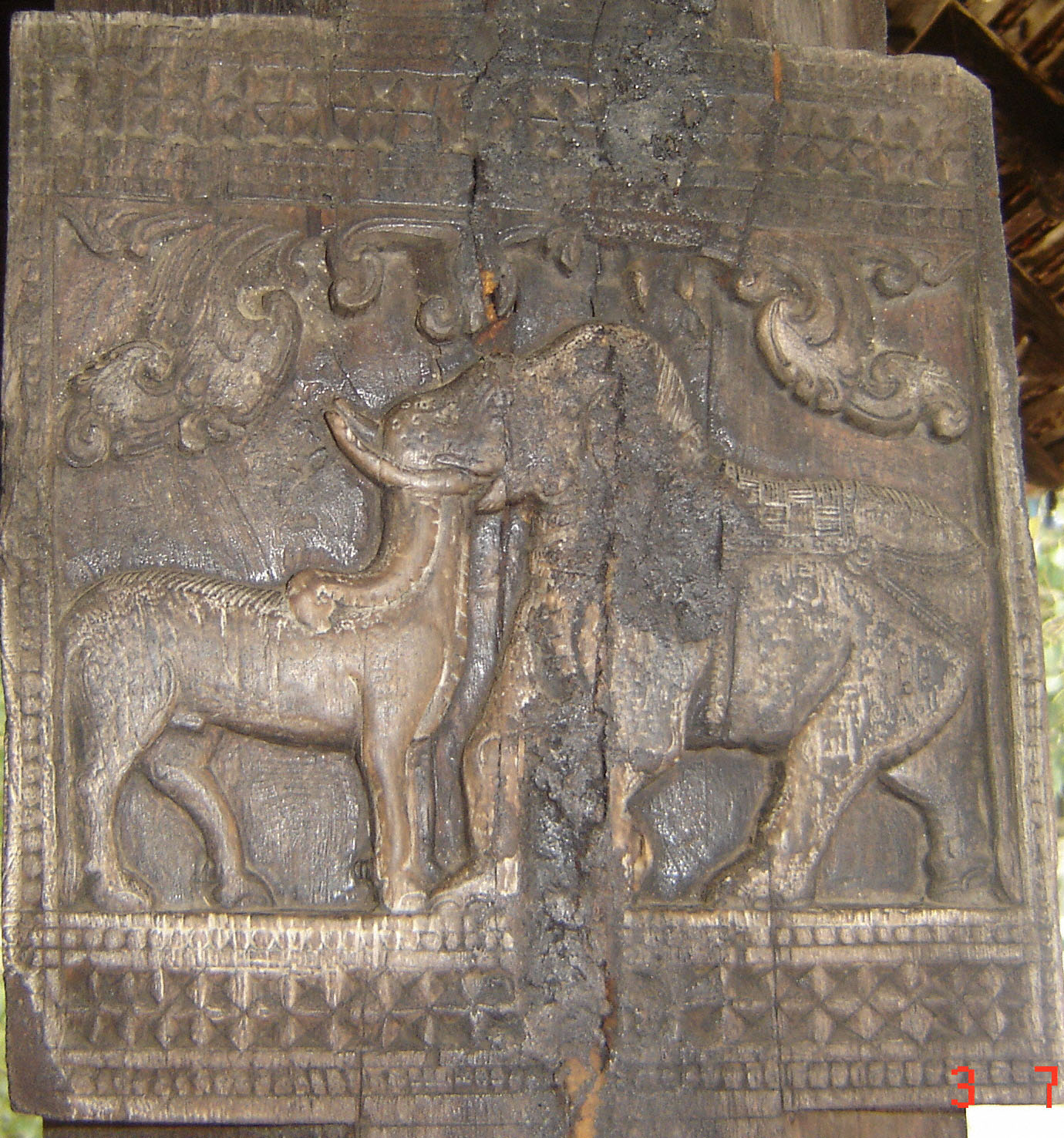
Gravats a la fusta del temple

Entre les restes de l'era de Gampola (vegeu Regne de Gampola) els temples més famosos són Lankathilaka, Gadaladeniya i Embekka Devalaya. Els escrits gravats en pedra (Shila Lekhana) del temple de Lankathilaka ajuden a conèixer una quantitat considerable d'informació vital pel que fa a l'era de Gampola. L'estàtua de Buda del temple indica estil d'art indi del sud. El temple d'Ambekka Dewalaya (Embekka Devalaya) té una gran col·lecció de gravats en fusta, com cap altre temple de Sri Lanka.
La ciutat és localitzada a les muntanyes centrals, per això el clima és suau tot l'any. Està a 3.567 peus per sobre de nivell de mar. La muntanya d'Ambuluwawa té un turó interessant pel turisme, ja que alberga un complex de biodiversitat que celebra actes de medi ambient i diversitat cultural i religiosa. Una característica notable d'aquest complex és una gran torre de bobinatge semblant a una stupa budista localitzada en el cim de la muntanya. Gampola té moltes botigues i una àrea residencial enorme.

## Demografia
La majoria de persones a Gampola són singalesos amb una població apreciable de musulmans i alguns tàmils indis. La població de la ciutat al cens del 2011 era de 27.660 habitants.

## Galeria

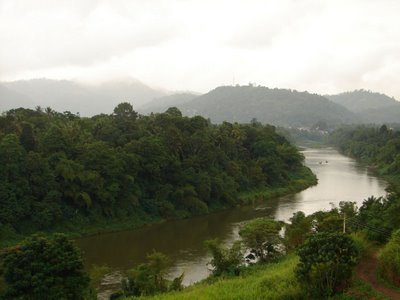
Mahaweli Ganga al seu pas per Gampola
- Tuk-tuk
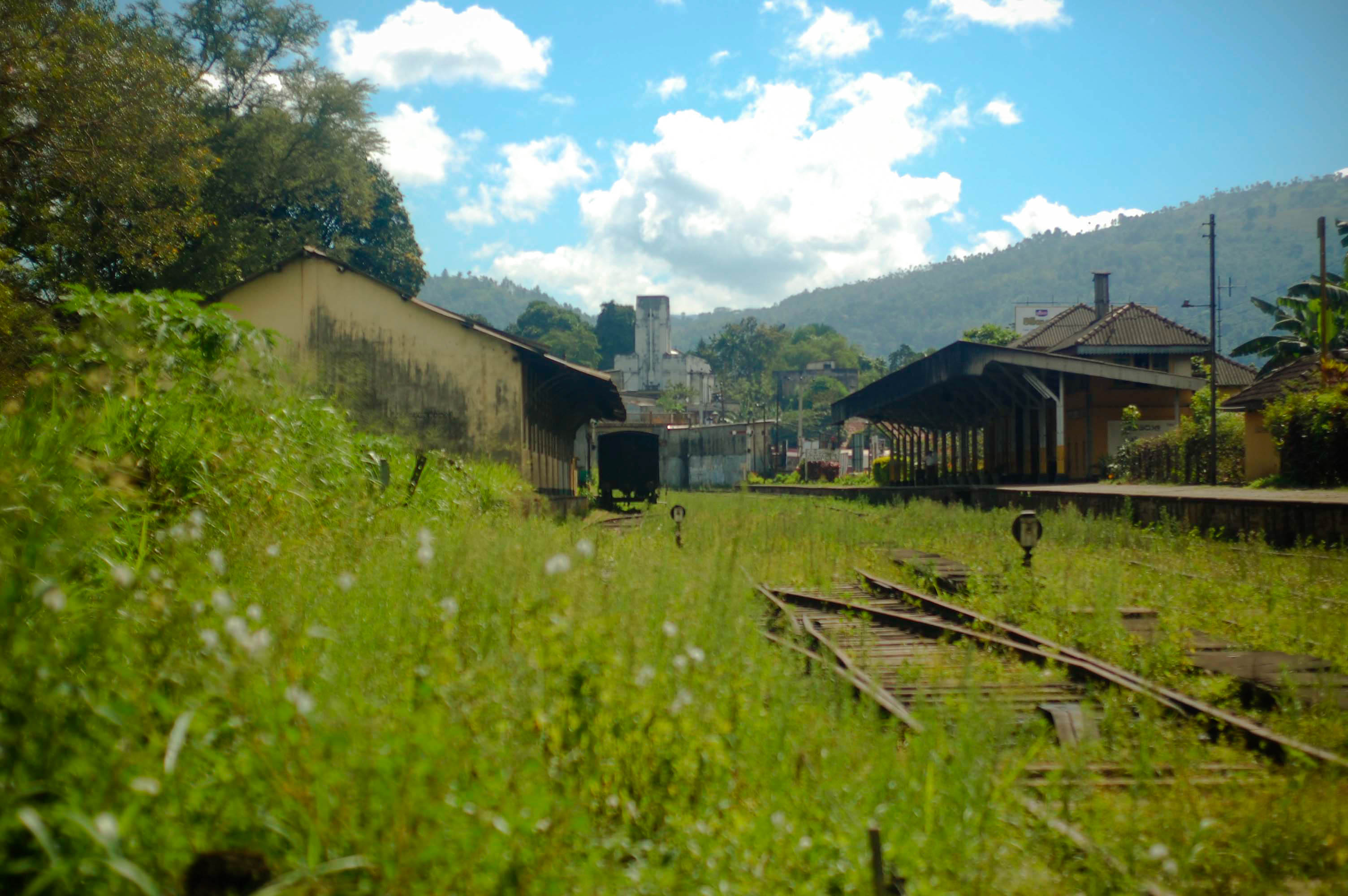
vies de tren; la línia principal passa per Gampola
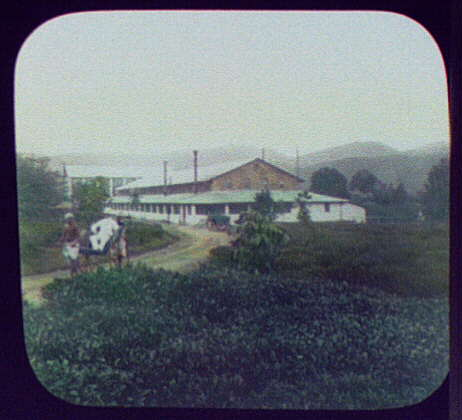
En rickshaw davant de Maria Watta una fàbrica de te prop de Gampola el 1895